# Graphite
A Graphite egy programozható unicode-képes smartfont (okos betűkészlet) technológia és megjelenítő melyet a SIL International fejlesztett ki. A szabvány és programjai szabad szoftver formában léteznek, az LGPL és Common Public License feltételei szerinti felhasználási szerződésekkel.

## Összehasonlítás más smart font technológiákkal
A Graphite a TrueType betűformátumon alapul és ahhoz három saját táblát ad hozzá. Változatos környezetfüggő megjelenítési módokat támogat, mint amilyenek a környezet-érzékeny ligatúrák, a glyph-cserék, glyph beszúrások és átrendezések, repülő ékezetek, kerning és sorkizárt megjelenítés. A Graphite szabályai figyelembe vehetik a kontextust, például létezhet olyan betűalak-cserére vonatkozó utasítás, hogy minden nem végződés s lecserélésre kerüljön egy ſ jelre.
Egy Graphite betűkészletben minden megjelenítési információ a betűfájlban található. A Graphite megjelenítéséhez az alkalmazásnak támogatnia kell a Graphite-ot de nem szükséges semmiféle további információval rendelkeznie az adott írásrendszer szabályait illetően.  Emiatt a Grapite különösen alkalmas olyan kisebb írásrendszerekhez ahol a rendszerre vonatkozó szabályok ismerete nem várhatóak el az alkalmazásoktól. Ilyen szempontból hasonló az AAT technológiához és eltér az OpenType rendszertől, mely utóbbihoz szükséges az, hogy az alkalmazás ismerje az írásrendszer egyedi szabályait.

## Támogatás
Eredetileg Microsoft Windows rendszer alatt készült el; később megszületett linuxos átirata is. A SIL közlése szerint nem terveznek belőle Mac OS X átiratot mivel az AAT már képes a szükséges támogatást biztosítani a kisebbségi írásrendszereknek.
Olyan alkalmazások támogatják, mint például a SIL WordPad, a XeTeX, az OpenOffice.org (a 3.2-es verziótól a Mac változatot kivéve), a LibreOffice (kivéve Mac). Beépítve megtalálható a Thunderbird 11 és Firefox 11 programokban is, bár alapesetben nincs bekapcsolva bennük.
A Linux alatti támogatást a pango-graphite csomag tudja biztosítani míg Windows alatt erre a MultiScribe alkalmazható.

## Lásd még
- OpenType
- Apple Advanced Typography
- Uniscribe
- Pango
- Unicode

## Külső hivatkozások
- hivatalos Graphite weblap
- Graphite fontok
- SIL Graphite Sourceforge weblap
- Project SILA — Graphite és Mozilla integrációs projekt
- Presentation of Graphite for aKademy 2007, by S Correll (angolul)

## Fordítás
Ez a szócikk részben vagy egészben  a   Graphite (SIL) című angol Wikipédia-szócikk ezen változatának fordításán alapul.  Az eredeti cikk szerkesztőit annak laptörténete sorolja fel. Ez a jelzés csupán a megfogalmazás eredetét és a szerzői jogokat jelzi, nem szolgál a cikkben szereplő információk forrásmegjelöléseként.